# Marrubium alysson
Marrubium alysson ist eine Pflanzenart aus der Gattung Andorn (Marrubium) innerhalb der Familie der Lippenblütler (Lamiaceae).

## Beschreibung

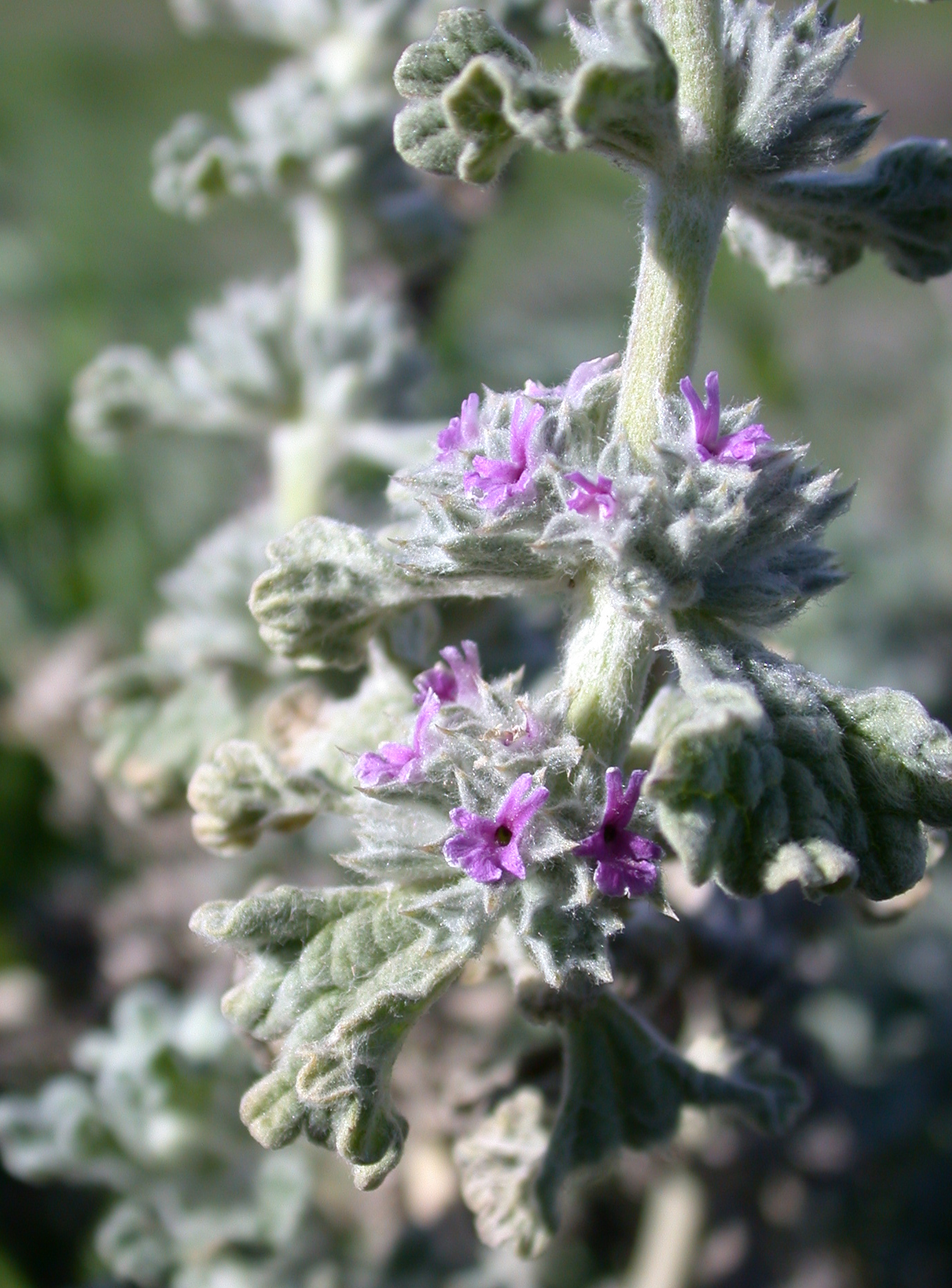
Blütenstand

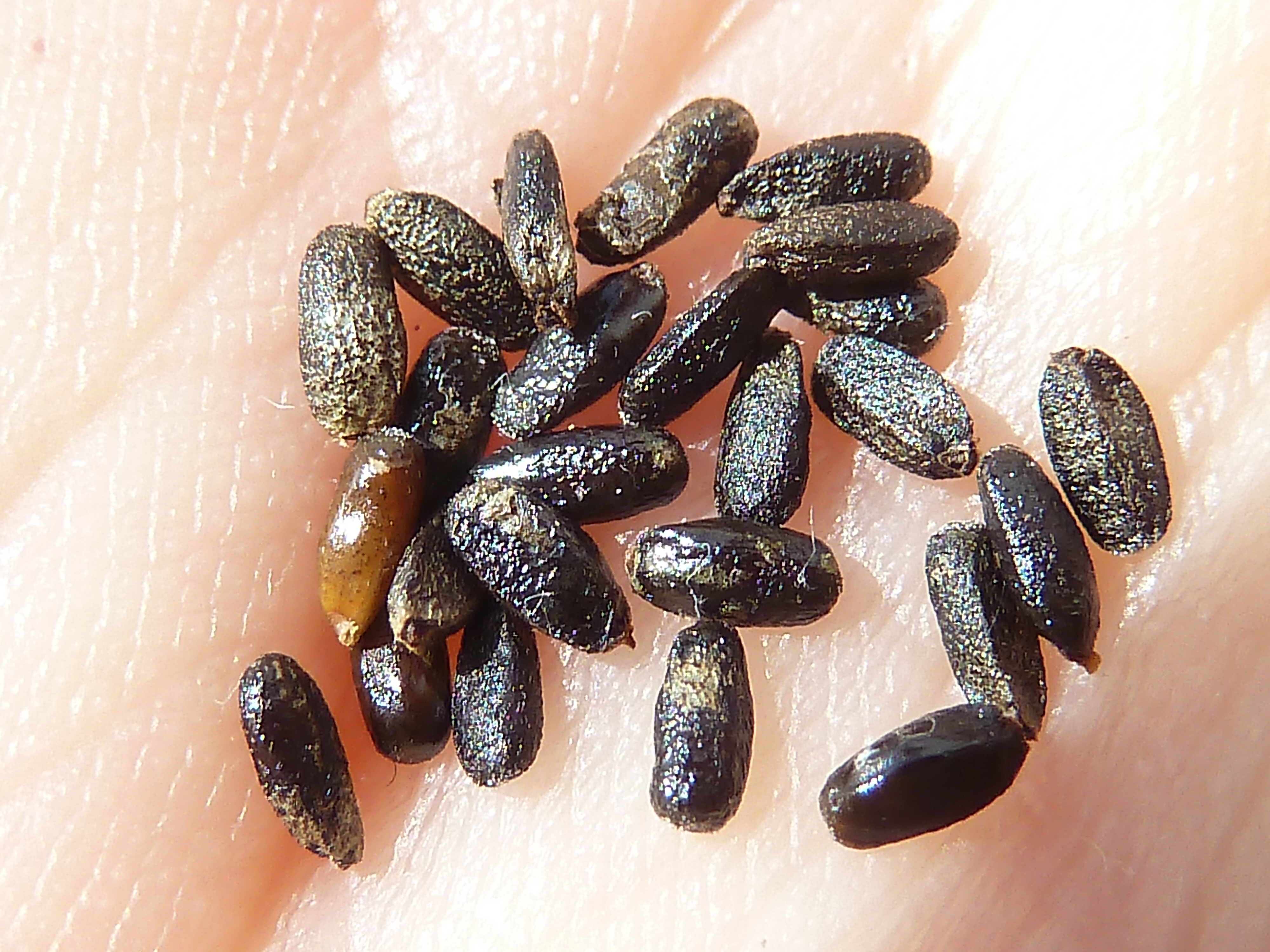
Klausen

### Vegetative Merkmale
Marrubium alysson ist eine ausdauernde, krautige Pflanze, die Wuchshöhen von etwa 40 Zentimetern erreicht. Die Stängel sind dicht weiß wollig-filzig behaart, unverzweigt oder mit aufsteigenden bis aufrechten, blütentragenden Ästen versehen.
Die Laubblätter sind fächerförmig, am Grund lang keilförmig und gegen das obere stark gekerbt. Die Blattfläche ist dicht weiß wollig behaart, die Blattoberseite verkahlt jedoch oftmals.

### Generative Merkmale
Die Blütezeit reicht von Mai bis Juni. Der Blütenstand besteht aus Scheinquirlen mit bis zu zwölf Blüten. Vorblätter fehlen oder sind nur sehr klein.
Die zwittrige Blüte ist zygomorph und fünfzählig mit doppelter Blütenhülle. Die Kelchröhre ist 4,5 bis 5,5 Millimeter lang, undeutlich gerippt und dicht wollig-filzig behaart. Die Kelchröhre läuft in fünf Kelchzähne aus; diese sind bei einer Länge von etwa 3 Millimetern lanzettlich, überragen die Krone und sind am Grund 1 bis 1,5 Millimeter breit. In der Fruchtreife werden sie steif und stehen sternförmig ab. Die Krone ist purpurfarben und auf der Außenseite behaart.
Die Chromosomenzahl beträgt n = 13.

## Vorkommen
Marrubium alysson kommt in Europa im östlichen Spanien, auf Sardinien und in Apulien vor. Am Südrand des Mittelmeeres umfasst das Verbreitungsgebiet ganz Nordafrika, die Sinai-Halbinsel und Palästina.
Sie wächst auf Sand-, Mergel-, Gips- und Salzböden an Straßenrändern und anderen Ruderalstellen.

## Taxonomie
Die Erstveröffentlichung von Marrubium alysson erfolgte 1753 durch Carl von Linné in Species Plantarum, Tomus II, Seite 582. Das Artepitheton alysson übernahm er von Charles de l’Écluse, der diese Pflanze „Alysson galeni“ (Alysson des Galenos) nannte; er fand sie in Spanien und bildete sie als einer der ersten ab. (Clusius: Rariorum aliquot stirpium per Hispanias observatarum historia Buch II, Seite 386–389, 1576).